# Audrey Leduc
Pour les articles homonymes, voir Leduc.

Audrey Leduc, née le 9 mars 1999 à Gatineau, est une athlète canadienne spécialiste du sprint.

## Biographie

### Jeunesse et débuts
Enfant, Audrey Leduc grandit à Gatineau où elle pratique deux sports : le soccer, qu’elle poursuit jusqu’au niveau amateur AAA, et le trampoline. Ce dernier ne dure que quelques années, le centre local fermant ses portes alors qu’elle a dix ans, ce qui l’amène à s’intéresser à la course à pied. À l’âge de neuf ans, un chien aurait tenté de s’approcher d’elle, ce qui l’effraya et la poussa à courir très vite. Sa mère, impressionnée, pense alors à l’inscrire à des cours d’athlétisme.
Adolescente, elle rejoint le Club d'athlétisme de Gatineau et pratique plusieurs disciplines, dont le sprint, le cross-country, le saut en hauteur et le saut en longueur. À 17 ans, elle signe plusieurs performances notables au niveau amateur.  En 2016, lors d’une compétition provinciale à Québec, elle court le 100 m en 11 s 80. À cette époque, le sprint demeure pour elle un sport complémentaire au soccer, qu’elle privilégie au cégep. Elle réalise 11 s 90 sur 100 m en 2017 et 2018, puis 11 s 48 à l’été 2019, peu avant son admission à l'Université Laval.
À l’été 2018, elle remporte le titre canadien U20 du 100 m et bat dès le lendemain son record personnel au saut en longueur avec 5,86 m, terminant troisième de cette épreuve. Puis, à l'été 2019, elle décroche la médaille d'argent du relais 4 × 100 mètres aux Championnats d'Amérique du Nord, d'Amérique centrale et des Caraïbes d'athlétisme espoirs 2019 à Querétaro.

### Chez le Rouge et Or de l'Université Laval
En septembre 2019, Audrey Leduc entreprend des études en psychologie à l'Université Laval et s'inscrit au programme du Rouge et Or. Ses débuts sont marqués par une période d’adaptation : la structure d’entraînement diffère de ce qu’elle avait connu auparavant, et elle multiplie les questions aux entraîneurs. Peu à peu, elle s’intègre à l’équipe d’athlétisme, adopte une alimentation plus équilibrée et se fixe une routine d’entraînement plus intense. Malgré ces débuts hésitants, elle remporte dès sa première année toutes les compétitions universitaires locales et est élue « recrue de l'année » U Sports.
Lors de ses premiers championnats canadiens universitaires U Sports, en mars 2020, elle décroche la médaille de bronze au 60m, l'argent au relais 4 x 200 m et le bronze au saut en longeur,.
Aux championnats U Sports de 2022, elle répète sa performance avec une médaille de bronze au 60 m, en plus de remporter l’or au relais 4 × 200 m. Elle termine cinquième au saut en longueur. En juin de la même année, lors de la Classique de Montréal au Complexe sportif Claude-Robillard, Leduc crée la surprise en remportant l’or au 100 m en 11 s 36, devant la championne universitaire Jacqueline Madogo et l’Olympienne Crystal Emmanuel,.
Toujours en 2022, elle représente le Québec aux Jeux du Canada, où elle remporte trois médailles d’or : au 100 m, au 200 m et au relais 4 × 100 m.
L’année suivante, aux mêmes Jeux, elle remporte l’or au saut en longueur avec un record personnel de 6,11 m. Elle ajoute une médaille de bronze au relais 4 × 200 m et prend la cinquième place au 60 m. En juillet 2023, elle termine quatrième du 100 m aux Championnats canadiens d’athlétisme,.
À l’automne 2023, Leduc complète son baccalauréat en psychologie et entreprend une maîtrise en administration des affaires la session suivante. Toujours au sein du Rouge et Or, elle poursuit sa progression. En janvier 2024, elle bat le record du RSEQ établi en 2009 sur 60 m, avec un temps de 7 s 29 . Elle franchit ensuite le record québécois du 100 m, avant d’abaisser trois semaines plus tard le record canadien établi en 1987,. En juin 2024, lors de la Classique Edwin Moses à Atlanta, elle établit un nouveau record canadien au 200 m en 22 s 36, atteignant ainsi le standard olympique.
À la fin de la saison universitaire 2023-2024, Audrey Leduc est nommée « Athlète universitaire de l’année au Canada », conjointement avec Jonathan Sénécal des Carabins de l'Université de Montréal . Elle devient ainsi la troisième athlète féminine du Rouge et Or à obtenir cette distinction,.

### Vers les Jeux olympiques de Paris
Au début de 2024, son objectif est de participer aux Jeux olympiques d'été de 2024, ce qui l’oblige de mettre en veilleuse ses études de maitrise à l’Université Laval. Elle déménage à Montréal pour se rapprocher du Centre pôle de haute performance d’athlétisme du Canada et de son entraîneur-chef Fabrice Akué.
En avril 2024, elle bat le record canadien du 100 mètres, qui appartenait depuis 1987 à Angela Bailey, en 10 s 96 à Baton Rouge.
Un mois plus tard, elle établit un nouveau record national sur 200 mètres en réalisant 22 s 36 à Atlanta,,.
Au mois de juin, elle réalise le doublé 100/200 m aux championnats du Canada. Les qualifications ont lieu tout le week-end à Montréal et attirent plus de 22,500 supporteurs,. la présence d’Audrey Leduc dans la délégation canadienne aux Jeux Olympiques de Paris ne fait plus de doute. C’est confirmée deux jours plus tard pour les épreuves 100m, 200m et relais 4x200m.
Aux Jeux olympiques de Paris 2024, lors des séries pour le 100m, elle porte son record à 10 s 95, en terminant première de sa course,. Au classement culmulatif des premiers essaies des 8 vaques, Audrey Leduc se classe 6e de toutes les sprinteuses . Leduc se qualifie ainsi pour les demi-finales du 100nm,. Une première pour une Canadienne depuis 1984. Le lendemain, samedi 3 août, aux demi-finales du 100m, Leduc termine 5ieme et est éliminée
,. Son temps est de 11,10 secondes. Elle rate la finale du 100m de trois centièmes de secondes.
Le 4 août lors des essais du 200m, Audrey Leduc se qualifie sans encombre: Son temps est de 22,88 secondes terminant 3ieme de sa vaque.Elle accède donc aux semi-finales du 200m olympique mais la fatigue accumulée des essais et de la demi-finale du 100m, commence à se faire sentir,. Elle termine 19ieme sur 45 participantes et est éliminée,.
Après quelques jours de repos et de récupération, Audrey Leduc est de retour pour sa troisième et dernière épreuve aux Jeux olympiques: Le relais féminin 4x100 mètres. Le 8 août ont lieu les essais et l´équipe canadienne réussit à se qualifier pour la finale grâce à une performance de Leduc qui dépasse 3 concurrentes. En demi-finales, elles établissent un nouveau record canadien: 42, 50 secondes,. Le 9 août se tient la finale olympique du relais féminin 4x100 mètres, l´équipe canadienne parcoure l'épreuve en 42,69 secondes et termine 6ième après disqualification de l´équipe suisse. Un écart de 73e d secondes séparaient les canadiennes d´un podium.

### En progression vers les professionnelles du sprint
Après les Jeux Olympiques, Audrey Leduc épuisée mentalement, part en vacances à Barcelone. Après ses vacances, elle veut retourner à l’entraînement mais une douleur au pied droit l’oblige à être prudente. Ainsi par précaution, elle consulte et porte une botte orthopédique. Ce qui la ralentie dans ses courses à l’entraînement. Elle se consacre alors au vélo et à la musculation. À l’automne 2024, Leduc refuse une invitation pour cpmpétitionner en Pologne dans la Ligue des Diamants.
À l’hiver 2024-2025, elle participe au Mondial intérieur tenu en Chine et obtient une 11e place aux compétitions.
Depuis janvier 2025, Adidas lui offre un contrat professionnel, ce qui lui permet de s’entraîner à temps plein en vue de compétitions importantes dont l’Adidas Atlanta city games. En mars, elle se qualifie pour les championnats du monde en salle tenus à Glasgow. Elle bat son record personnel pour le 100m et obtient une place en demi-finale.nAprès une contre-performance à Atlanta, Leduc se classe 4e lors des finales des Paavo Nurmi Games tenues en Finlande. Son temps étant de 11 s 16, elle se déclare insatisfaite de sa  course. Quelques jours plus tard, le 19 juin, elle termin'e 7e du 200 mètres au meeting de Paris de la Ligue de diamant. Leduc franchi la ligne d'arrivée avec un temps de 22 s 90 . L´épreuve est remportée par l´américaine Anavia Battle avec un temps de 22 s 27 .
Son record canadien du 100m est égalisé le 22 juin 2025 par Sade McCreath àla finale de la Classique Bob Vigars tenue à London en Ontario. De retour au Canada, Audrey Leduc n´a pas dit son dernier mot: Elle reprend son record du 100m en établissant une nouvelle marque de 10.94 secondes à Edmonton le 13 juillet 2025,.
Parrallelement au cours de l´été 2025, se tiennent les compétitions internationales pour le relais 4x100 mètres. Et Audrey Leduc reste partie prenente de l´équipe nationale canadienne du relais avec comme coéquipières Sade McCreath, Jacqueline Madogo et Marie-Eloïse Leclair . Le 11 mai 2025, l´equipe féminine canadienne se qualifie pour la finale du world Athletics Relays de Guangdong à Guan Zhong en Chine. Lors de la finale, l´équipe termine 5ième avec un temps de 42,46 secondes. Ce temps est un nouveau record canadien pour les femmes au relais 4x100m et permet à l´éuipe d´accèder au Championnat du mMode d'Athlétisme 2025 qui se d tient à Tokyo du 13 au 21 septembre 2025. L´évènement revet une importance pour tous les athlętes de haut-niveau et unmois plus tôt se déroule en guise de répétition, le Championat de l´Association d´athlétisme de l´amérique du nord, de l´amérique centrale et des caraïbes ( la NACAC) au Bahamas. Le 17 juillet 2025, Athlétisme Canada  sélectionne une délégation  aui se compose d´une trentaine d´athlètes dont 17 0lympiens et olympiennes. Audrey Leduc fait partie du groupe.
Au Championat canadien d´athlétisme, tenu à Ottawa les 1,2 et 3 aout 2025 Leduc confime ête la reine canaduenne du 100 mètres en remportant l'épreuve avec un temps de 11,06 secondes,. Elle ternine en tête des 8 coureuses du championnat féminin,. Le dimanche 3 août à la fin du Championnat canadien, Leduc remporte haut la main le 200 mètres devant ses concourantes du Royal City Club Zoe Asherar (22,78 secondes) et Jacqueline Madogo (22,81).Le temps de Leduc est de 22 ,55 secondes. En demi-finales, Leduc est la seule à terminer sous les 23 secondes. Audrey Leduc est encore un fois la femme canadienne la plus rapide au 100m et 200m,. Cet évènement est d´autant plus valorisant au plan psychologique pour Audrey Leduc qu´il se déroule sous les yeux de son copain, de sa famille et ses amis  de Gatineau,.
Sa place au 100 mètres aux Championnats du monde de  Tokyo est maintenant assurée mais elle devra encore courir plus vite pour obtenir son billet pour le 200 métrés à Tokyo: Les performances au 200m au Championnat canadien d’Ottawa n’ayant pas été validées à cause des vents forts. Le tout se jout donc lors du Championnat continental de l’Association d'athlétisme d'Amérique du Nord, d'Amérique centrale et des Caraïbes.
```
          "Mes objectifs pour la compétition seront d´abord de bien exécuter                            chacune de mes courss dans             le but de bien me                                    préparer pour les championnats du monde." 
         Audrey Lrduc, 17 juillet 2025
[
84
]
.
```

### Aux Mondiaux d’athlétisme de Tokyo
Les Championnats du monde d'athlétisme 2025 se déroulent à Tokyo du 13 au 21 septembre.

## Méthode de travail lors des entraînements
Audrey Leduc attribue ses succès en compéétition au respect d'une dicipline de routine. Fabrice Akué, son entraîneur, fait travailler Leduc selon une méthode simple: les lundi, mercredi et vendredi elle fait des sprints suivis de la musculation avec des poids. Les mardi et jeudi sont consacrés à la récupération active. Tous les mercredi, elle teste des sprints avec chrono sur de courtes distances.
Dans ses entraînements, Audrey Leduc aime bien travailler sur la flexibilité musculaire de ses jambes. Son entraîneur Fabrice Akué y note une grande amélioration de la fonction d’élasticité chez elle. Ceci coïncide avec une meilleure propulsion de son corps. Comme Akué l’explique  « …la capacité d’une athlète à rebondir avec ses pieds et ses jambes, à mettre demml’énergie dans le sol afin de mieux se propulser vers l’avant » . À ce chapître, il a fallu travailler sa musculation: Audrey à un physique élancé et n’est pas la sprinteuse la plus musclée.
"Avec la musculation, Audrey est devenue plus forte physiquement mais a surtout apprise à relâcher. Elle bénéficie alors d’un retour d’énergie emmagasiner dans les tissus des tendons des muscles. Elle laisse ainsi les composantes tendons et muscles faire le travail » Fabrice Akué, 5 juillet 2024.
```
    " Audrey, sa force c´est entre 40 et 80 mètres, ce qu'on appelle la vitesse max. Il y a encore des choses à travailler avec son dépat mais elle sait se psitionner pour atteindre au bon moment sa.vitesse max..."  Fabrice Amué, son entraineur
[
91
]
.
```

## Contrats publicitaires
De son propre aveux, Audrey Leduc ne croyait pas de vivre un jour de son sport: "...Au fil du temps, mes espoirs réduisaient de décrocher un jour un contrat professionnel" confie t-elle en mai 2025.
Puis arrive son record du 100m en avril 2024. Et avec les premiers appels téléphoniques d´équipementiers sportifs et commandites surtout locales. Un mois plus tard, Leduc bat le record du 200m, les appels téléphoniques augmentent et se multiplient. Si bien qu´Audrey Leduc se voit contrainte d´engager un représentant, Nicolas Métayer, pour filtrer les appels et gérer les offres:Avant les Jeux Olympiques de Paris, 5 entreprises canadiennes dont une marque de soutien-gorge s´associent à Leduc et à ses performances sportives.
Les offres de comandites atteignent leur pic pendant et après les Jeux Olympiques de Paris surtout venant de grandes marqgues internationales de vetements sportifs. Son nouvel agent, Nicolas Metayer négocie alors avec de grands noms d´entreprises . Les négociations durent plusieurs semaines. Un contrat professionnel avec l´une des grandes marques sportives peut s´avérer suffisament lucratif pour se poursuivre durant toute la carrière d´un athlète: pensons à Usain Bolt avec  Puma. Puis en janvier 2025, la nouvelle fait toutes les manchettes du pays; Adidas offre à Audrey Leduc un lucatif contrat dont les clauses sont confidentiels,. Adidas ajoute Audrey Leduc à sa liste prestigieuse d’athlète sponturisés tel que Lionel Messi, Patrick Mahomes, Damian Lillard, David Beckham . Mais une commandite si lucrative soit-elle , peut s´avérer vulnérable à de faux pas, suffit de propos contreversés, d´une prise de position politique impopulaire, d´une disqualification pour mauvaise conduite sportive, de soupçons de dopage: mentionons Ben Johnson, Greg LeMond ou bien plus récemment la contre-performance sportive de Fred Kerley  abandonné par la suite par son spomseur ASICS .
Pendant que son carnet de commandites se remplit la priorité d’Audrey Leduc est et reste de courir le plus vite possible en enchaînant les records. Son entraîneur Fabrice Akué, son agent conseiller Nicolas Métayer et Paul Doyle le représentant d’Adidas, le savent très bien,. Le sport-Business a rejoint Audrey Leduc. Elle accepte sa nouvelle situation… « Je vais juste m’y adapter ».

## Palmarès
| Date | Compétition     | Lieu      | Résultat | Épreuve   | Temps        |
| ---- | --------------- | --------- | -------- | --------- | ------------ |
| 2025 | Relais mondiaux | Guangzhou | 5e       | 4 × 100 m | 42 s 46 (NR) |
| 2024 | Jeux olympiques | Paris     | 6e       | 4 × 100 m | 42 s 69      |

### Records
| Épreuve    | Performance  | Lieu     | Date            |
| ---------- | ------------ | -------- | --------------- |
| 100 mètres | 10 s 94 (NR) | Edmonton | 13 juillet 2025 |
| 200 mètres | 22 s 36 (NR) | Atlanta  | 31 mai 2024     |